# Joel de la Fuente
Pour les articles homonymes, voir de la Fuente.
Joel de la Fuente est un acteur américain, né le 21 avril 1969 à New Hartford.

## Biographie

### Vie privée
Joel de la Fuente a étudié à l'université Brown. Il vit à Maplewood, dans le New Jersey, avec Melissa Bowen, sa femme, et ses deux filles.
Né à New Hartford, New York, le second d’une fratrie de trois frères issus de parents immigrés philippins. Il a des origines philippines, chinoises et malaisiennes.

## Filmographie

### Cinéma

#### Longs-métrages
- 1995 : Un ménage explosif (Roommates) : Toby
- 1998 : Loin du paradis : Mr. Doramin
- 2002 : Personal Velocity: Three Portraits : Thavi Matola
- 2004 : From Other Worlds : Alien
- 2005 : Heights : ex de Benjamin
- 2005 : Homecoming : Chad
- 2007 : Goodbye Baby : Conseiller
- 2008 : Phénomènes : Realtor
- 2009 : The Greatest : le docteur d'Allen
- 2011 : L'Agence : l'aide de Thompson
- 2011 : Brief Reunion : Aaron
- 2012 : Forgetting the Girl : Derek
- 2014 : Julia : Dr Lin
- 2015 : Ava's Possessions : Escobar
- 2018 : Red Sparrow : U.S. Senator

#### Courts-métrages
- 2002 : Life Document 2: Identity : George
- 2005 : The Numbers : Mitch
- 2010 : Works of Art : Casting Assistant #3

### Télévision

#### Séries télévisées
- 1992 : ABC Afterschool Specials : Quan Kim Thanh
- 1994 : Un tandem de choc : Charlie Wong
- 1995-1996 : Space 2063 : Lt. Paul Wang
- 1996 : L.A. Firefighters : Stephen Segurra
- 1996 : High Incident : détective Aquino
- 1996 : Cosby : Steve Young
- 1997 : Urgences : Med Student Ivan Fu
- 2001-2002 : Tribunal central : Peter Davies
- 2002-2011 : New York, unité spéciale : TARU Tech Ruben Morales
- 2007 : La Force du destin : Seamus Wong
- 2008 : Canterbury's Law : Assistant Attorney General Peter Upton / AAG Upton
- 2009 : Rescue me, les héros du 11 septembre : Dr Lee
- 2011 : Nurse Jackie : Priest
- 2011 : A Gifted Man : Anesthesiologist
- 2013 : Hawaii 5-0 : Shane Kawano
- 2013-2015 : Hemlock Grove : Dr. Johann Pryce
- 2015-2019 : The Man in the High Castle : Inspecteur Kido
- 2015 : Blue Bloods : Edward Gomez
- 2016 : Limitless : Daniel Lee
- 2016 : Game of Silence
- 2017 : Madam Secretary : Datu Andrada
- 2017 : Bull : Brent Janson
- 2019 : Blacklist: Guillermo Rizal
- 2023 : The Walking Dead : Daryl Dixon : Losang

#### Téléfilms
- 1997 : Menaces sur le berceau : Bill Avila
- 1998 : Le Meilleur des mondes : Mustapha's Assistant
- 2009 : L'Honneur d'un Marine : Ticketing Agent

## Jeux vidéo
- 2002 : The Warriors
- 2011 : Homefront